# Boitzenburger Land
Boitzenburger Land är en kommun i Tyskland, belägen i Landkreis Uckermark i förbundslandet Brandenburg, omkring 90 km norr om Berlin. Kommunen skapades genom en sammanslagning av 10 kommuner i området 2001. Den nuvarande kommunen Boitzenburger Land har en yta på 217.38 km², vilket gör den till en av de större kommunerna i Tyskland till ytan.

## Geografi
Kommunen ligger i det historiska landskapet Uckermark. Stora delar av kommunen ingår i naturreservatet Naturpark Uckermärkische Seen. I de nordöstra och sydvästra delarna av kommunen finns stora skogsområden.

### Administrativ indelning
Boitzenburger Land är sedan 2001 en amtsfri kommun, det vill säga administrerar själv sina kommunala uppgifter.
Följande orter utgör kommundelar (Ortsteile) i kommunen.
- Berkholz
- Boitzenburg (huvudort)
- Buchenhain
- Funkenhagen
- Hardenbeck
- Hassleben
- Jakobshagen
- Klaushagen
- Warthe
- Wichmannsdorf

## Kultur och sevärdheter

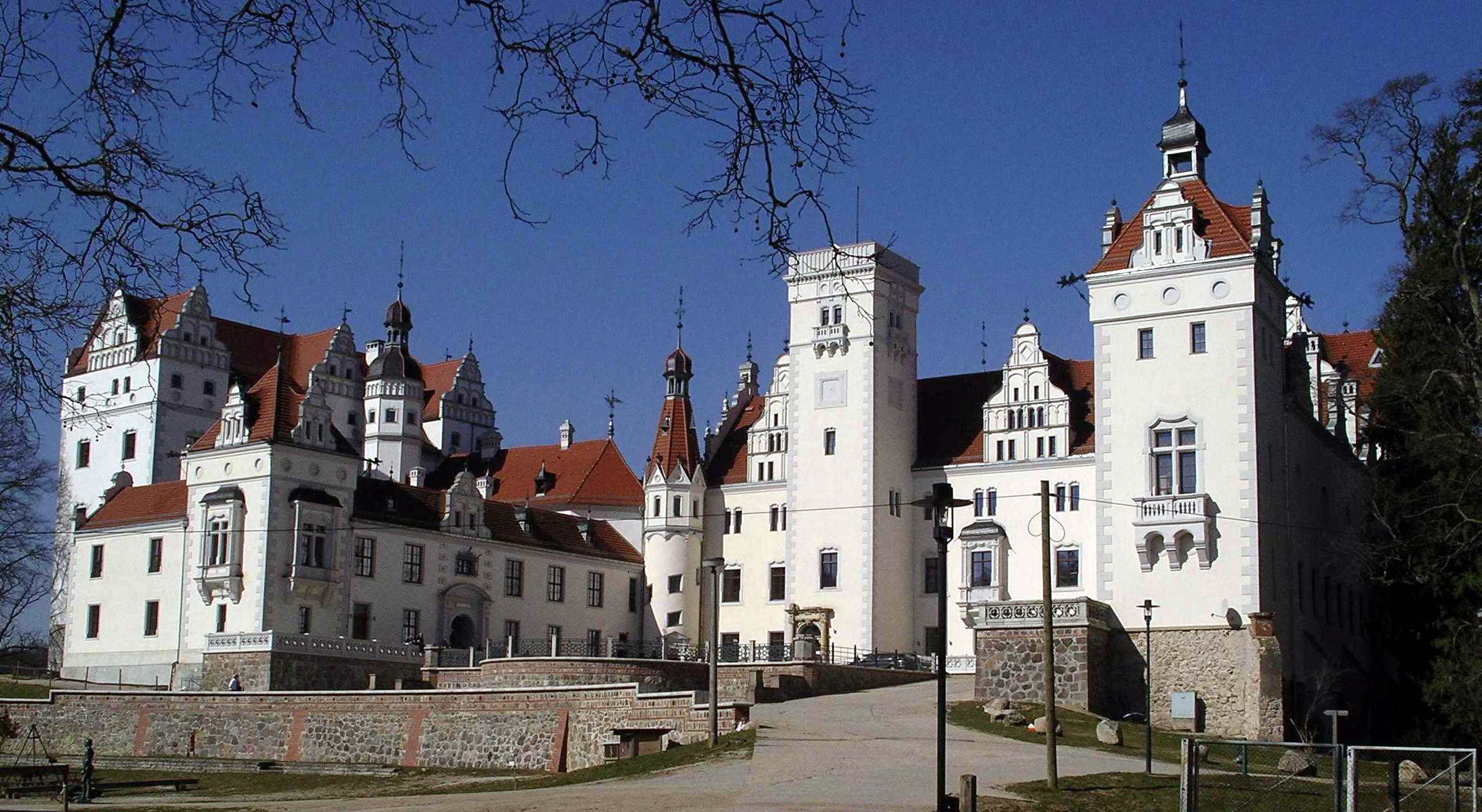
Boitzenburgs slott

Kommunens mest kända sevärdhet är Boitzenburgs slott, släkten von Arnims tidigare herresäte och ett av regionen Uckermarks främsta turistmål. Slottet grundades som en medeltida borg i mitten av 1200-talet och har byggts om och utvidgats flera gånger. Sitt nuvarande utseende i nyrenässansstil fick slottet under en ombyggnad 1881-1884. Sedan 2003 är slottet vandrarhem för barn och ungdomar.